# Billionaire
Singles par Travie McCoy
Differently
(2009) Need You
(2010)
Singles par Bruno Mars
Nothin' on You
(2009) Just the Way You Are
(2010)
Billionaire est le premier single par le chanteur Américain Travie McCoy, en featuring avec Bruno Mars. Il s'agit du premier single du premier album studio de McCoy, Lazarus. La chanson a été produite par l'équipe de production The Smeezingtons, qui comporte Mars, Philip Lawrence et Ari Levine. 
La chanson a été reprise par la série télévisée Glee, dans le premier épisode de la saison 2. Interprétée par Chord Overstreet, Cory Monteith, Harry Shum Jr, Kevin McHale et Mark Salling, elle figure sur l'album Glee: The Music, Volume 4.